# Stubbs
Stubbs (12 april 1997 – 21 juli 2017) was een kat die vanaf 1998 tot zijn overlijden de titel van burgemeester van Talkeetna in Alaska had.
Hij werd omschreven als een toeristische attractie en kreeg dagelijks kaarten en brieven toegestuurd. Hij ontving elke dag 30 tot 40 toeristen (waarvan de meesten onderweg waren naar andere bestemmingen in Alaska, waaronder de Denali) die hoopten "de burgemeester" te ontmoeten. Stubbs' positie was een eretitel, omdat de plaats maar een historisch district is.
Elke avond ging Stubbs naar een restaurant in de buurt om uit een wijn- of margaritaglas water met kattenkruid te drinken. Ten minste een opinieschrijver voor de Alaska Dispatch News meende dat het hele verhaal verzonnen was en dat Talkeetna in werkelijkheid niet een kat als burgemeester had. Stubbs overleed op 21 juli 2017, op een leeftijd van 20 jaar en 3 maanden.

## Vroeg leven en verkiezing
In 1997 vond Lauri Stec, manager van de Nagley's General Store, Stubbs op haar parkeerplaats in een doos vol kittens. De eigenaars waren de kittens weg aan het geven. Stec koos "Stubbs" omdat hij geen staart had.
Over het algemeen wordt aangenomen dat Stubbs, door stemmers die tegen de menselijke kandidaten waren, is verkozen na een write-in campagne maar volgens de NPR zou de kat niet kunnen zijn gekozen na een write-in omdat het kleine plaatsje geen echte burgemeester heeft en er dus ook geen verkiezing was. Nagley's General Store fungeerde als Stubbs' "burgemeesterskantoor" gedurende zijn "ambtsperiode".